# Tulcus
Tulcus – rodzaj chrząszczy z rodziny kózkowatych i podrodziny zgrzypikowych.

## Zasięg występowania
Przedstawiciele tego rodzaju występują w Ameryce Północnej i Południowej od Meksyku po Boliwię oraz na Trynidadzie.

## Systematyka
Do Tulcus należą 22 gatunki:

- Tulcus amazonica,
- Tulcus crudus ,
- Tulcus diaphorus,
- Tulcus dimidiatus,
- Tulcus distinctus,
- Tulcus fulvofasciatus,
- Tulcus hebes,
- Tulcus liturus,
- Tulcus lycimnius,
- Tulcus obliquefasciatus,
- Tulcus paganus,
- Tulcus pallidus,
- Tulcus pepoatus,
- Tulcus picticornis,
- Tulcus pigrus,
- Tulcus pullus,
- Tulcus santossilvai,
- Tulcus signaticornis,
- Tulcus somus,
- Tulcus subfasciatus,
- Tulcus thysbe,
- Tulcus tigrinatus.